# Stronnictwo Ludowo-Chrześcijańskie
De Christelijke Volkspartij of Christelijke Boerenpartij (SLCh) (Pools: Stronnictwo Ludowo-Chrześcijańskie) was een centrumrechtse boerenpartij die in de jaren 1991-1997 in Polen heeft bestaan. Aanvankelijk heette de partij Polskie Stronnictwo Ludowe Solidarność.

## Geschiedenis
Na de omwenteling van 1989 ontstonden er in Polen diverse partijen onder de naam Poolse Volkspartij (PSL), die hoopten de vooroorlogse partij met dezelfde naam te reactiveren. Een daarvan was PSL Solidarność, een poging van senator Józef Ślisz van Solidariteit om op basis van Boeren-Solidariteit een nieuwe boerenpartij op te bouwen. Het oprichtingscongres van deze partij vond plaats op 15 en 16 februari 1991. Samen met een aantal andere anticommunistische groeperingen nam PSL Solidarność met een gemeenschappelijke lijst onder de naam Volksalliantie (Porozumienie Ludowe) deel aan de parlementsverkiezingen van 1991, maar vormde daarna een eigen fractie (10 zetels in de Sejm en 2 in de Senaat). Ook toen de Volksalliantie tot een partij werd omgevormd, de PSL-PL, bleef de PSL Solidarność zelfstandig. In 1992 werd de partij omgedoopt tot Stronnictwo Ludowo-Chrześcijańskie en nam Artur Balazs de leiding van de partij over van Józef Ślisz. De SLCh maakte in de jaren 1992-1993 deel uit van de zeven partijen tellende coalitieregering van Hanna Suchocka.
Voor de vervroegde parlementsverkiezingen van 1993 vormde de SLCh samen met o.a. de ZChN, de PChD en de Conservatieve Partij de lijst "Vaderland", die met 6,37% van de stemmen echter beneden de kiesdrempel voor coalities bleef. Na enkele jaren van buitenparlementaire oppositie ging de SLCh in januari 1997 op in de fusiepartij Conservatieve Volkspartij (SKL).